# Тошко Чело
Тошко Чело (на словенски: Toško Čelo) е село в Словения, регион Средна Словения, община Любляна. Според Националната статистическа служба на Република Словения през 2015 г. селото има 21 жители.